# 군위중학교
대구군위중학교(大邱軍威中學校)는 대한민국 대구광역시 군위군 군위읍 정리에 있는 공립 중학교이다.

## 학교 연혁
- 1948년 7월 20일 : 군위농업초급중학교 설립 인가
- 1951년 9월 1일 : 군위중학교 개편
- 1967년 11월 27일: 군위중학교 우보분교 설립 인가
- 1971년 3월 25일: 우보분교장 우보중학교 승격 분리
- 1974년 3월 1일 : 군위여자중학교 분리(9학급)
- 2009년 3월 1일 : 군위여자중학교 폐교 및 본교 통폐합
- 2011년 3월 1일 : 군위중, 군위고 병설 및 교사 이전
- 2014년 3월 1일 : 소보중학교 폐교 및 본교 통폐합
- 2014년 9월 1일 : 제 33대 안중헌 교장 취임
- 2015년 2월 12일 : 제 66회 졸업식(졸업색 86명)
- 2015년 3월 2일 : 신입생 입학(남 33 여 27명)
- 2016년 9월 1일 : 제33대 조건호 교장 취임
- 2017년 2월 9일 : 제68회 65명 졸업(총 졸업생 9,429명)
- 2017년 3월 1일 : 우보중학교 분교장 격하 편입
- 2017년 3월 2일 : 2017학년도 신입생 60명 입학(남 35명, 여 25명)
- 2018년 2월 8일 : 제69회 61명 졸업(총 졸업생 9,490명)
- 2018년 3월 2일 : 2018학년도 신입생 67명 입학(남 33명, 여 34명)
- 2019년 2월 14일 : 제70회 60명 졸업(총 졸업생 9,550명)
- 2019년 3월 1일 : 제34대 김종현 교장 취임
- 2019년 3월 4일 : 2019학년도 신입생 62명 입학 (남 34명, 여 28명)
- 2020년 2월 7일 : 제71회 60명 졸업(총 졸업생 9,610명)
- 2020년 3월 2일 : 2020학년도 신입생 63명 입학 (남 36명, 여 27명)
- 2020년 9월 1일 : 제35대 남준모 교장 취임
- 2021년 2월 5일 : 제72회 64명 졸업(총 졸업식 9,674명)
- 2021년 3월 2일 : 2021학년도 신입생 71명 입학 (남 38명, 여 33명)

## 참고 자료
- 군위중학교 - 한국교육학술정보원 학교알리미